# المختار الثقفي (مسلسل)
المختار الثقفي  (بالفارسية: مختارنامه، وتعني "سيرة المختار") مسلسل تلفزيوني تأريخي إسلامي، من إنتاج الشركة الإيرانية سيما فيلم لعام 2009. وهو يروي قصة المختار بن أبي عبيد الثقفي.

## قصة المسلسل
يروي المسلسل قصة حياة المختار الثقفي وتبدء احداث المسلسل عندما يتولى عم المختار سعد بن مسعود امارة المدائن ويطلب من المختار إعادة الأمن والنظام إليها لان الحسن بن علي قد جاء إليها ولابد من حمايته فيقوم المختار بسجن وتانيب كل من يخرق النظام فيها ويحاول زعزعة امانها ثم تنتقل احداث المسلسل إلى الكوفة بعد قدوم مسلم بن عقيل مبعوثاً من الحسين بن علي إليها فيبايعه المختار ويسكنه داره وبعدها يتولى عبيد الله بن زياد ولاية الكوفة فيقتل مسلم ويسجن المختار في سجن الكوفة وبعد هذا يطلب المختار من عبد الله بن عمر أن يشفع له لدى يزيد بن معاوية فيخرج المختار من السجن ويغادر الكوفة متوجهاً إلى مكة ثم وبضغوط من ال الزبير يبايع المختار الثقفي عبد الله بن الزبير بشرط الحكم على العراق ويقاتل إلى جانبه في حربه مع جيش الشام أشد القتال ويبلى أحسن بلاء ثم يخرج من مكة ويعود إلى الكوفة وهناك يبايعه اهلها بالحكم فيقاتل قتلة الحسين بن علي ويطالب بدمه حتى يقتل عمر بن سعد وعبيد الله بن زياد وحرملة بن كاهل الاسدي وشمر بن ذي الجوشن ويروي المسلسل مقتل كل منهم مفصلاً حتى يُقتل المختار في الكوفة من قبل جيش مصعب بن الزبير الذي كان يفوق جيش المختار بأضعاف مضاعفة بعد حصار أربعة أشهر
حيث جيش مصعب 45 الف بينما جيش المختار 7 الاف فقط

## الممثلون
| اسم الممثل         | الدور في المسلسل                             | ملاحظات                                                                           |
| ------------------ | -------------------------------------------- | --------------------------------------------------------------------------------- |
| فريبرز عربنيا      | المختار بن أبي عبيد الثقفي                   | أمير الكوفة في عهد الخلافة الزبيرية وزعيم الثورة الشيعية في العراق                |
| فرهاد أصلاني       | عبيد الله بن زياد                            | أمير الكوفة في عهد الخلافة الأموية وزعيم قتل الحسين بن علي                        |
| مهدي فخيم زاده     | عمر بن سعد                                   | ابن الصحابي سعد بن أبي وقاص والقائد الأعلى في معركة الطف                          |
| نسرين مقانلو       | أم ثابت نارية بنت سمرة                       | ابنة سمرة بن جندب وزوجة المختار الأولى                                            |
| داوود رشيدي        | النعمان بن بشير الأنصاري                     | أمير الكوفة في عهد الخلافة الأموية قبل ابن زياد وأبو عمرة بنت النعمان             |
| فريبا كوثري        | عمرة بنت النعمان بن بشير                     | ابنة النعمان بن بشير وزوجة المختار الثانية                                        |
| ماه چهره خليلي     | جارية بنت أبي عبيد                           | ابنة أبي هبيد الثقفي وأخت المختار الثقفي غير الشقيقة وزوجة عمر بن سعد             |
| رضا رويكري         | كيان أبو عمرة                                | أحد ملازمي المختار الثقفي الإيرانيين                                              |
| جعفر دهقان         | مصعب بن الزبير                               | ابن الصحابي الزبير بن العوام وأمير الكوفة بعد المختار الثقفي                      |
| محمد صادقي         | عبد الله بن مطيع                             | أمير الكوفة قبل المختار الثقفي وصديقه                                             |
| عنايت الله شفيعي   | عبد الله بن كامل الشاكري                     | أحد ملازمي المختار الثقفي                                                         |
| حسن مير باقري      | إبراهيم بن مالك الأشتر                       | ابن مالك بن الحارث الأشتر والقائد الأعلى لقوات المختار الثقفي                     |
| رضا كيانيان        | عبد الله بن الزبير                           | ابن الصحابي الزبير بن العوام، خليفة مكة ومؤسس الخلافة الزبيرية                    |
| أنوشيروان أرجمند   | رفاعة بن شداد الفتياني                       | أحد زعماء ثورة التوابين ومن ملازمي المختار الثقفي                                 |
| محمدرضا شريفي نيا  | محمد بن الحنفية                              | ابن علي بن أبي طالب وخولة بنت جعفر الحنفية                                        |
| ولي الله شيرأندامي | سليمان بن صرد الخزاعي                        | زعيم ثورة التوابين الرئيسي                                                        |
| جاله علو           | دومة الحسناء بنت عمرو بن وهب بن معتب الثقفية | زوجة أبي عبيد الثقفي وأم المختار الثقفي                                           |
| كاظم هجير آزاد     | المهلب بن أبي صفرة                           | أمير الأحواز ووالي خراسان في عهد الخلافة الأموية ومستشار مصعب بن الزبير           |
| حبيب دهقان نسب     | يزيد بن أنس الأسدي                           | أحد قادة المختار الثقفي                                                           |
| محمد فيلي          | شمر بن ذي الجوشن                             | قائد ميمنة الجيش في معركة الطف                                                    |
| شهرام حقيقت دوست   | عبيد الله بن الحر الجعفي                     | أحد ملازمي المختار الثقفي، ثم من ملازمي مصعب بن الزبير                            |
| أمين زندكاني       | مسلم بن عقيل بن أبي طالب                     | ابن عم الحسين بن علي وسفيره إلى الكوفة                                            |
| محمود جعفري        | معقل الكوفي                                  | مستشار عبيد الله بن زياد                                                          |
| فرخ نعمتي          | هانيء بن عروة المرادي                        | أحد الشيعة في العراق ومضيف مسلم بن عقيل                                           |
| برويز بورحسيني     | ميثم التمار                                  | أحد الشيعة في العراق                                                              |
| مظفر مقدم          | شبث بن ربعي الرياحي التميمي                  | قائد الرجالة في جيش عمر بن سعد في معركة الطف                                      |
| أكبر زنجانبور      | سعد بن مسعود الثقفي                          | عم المختار الثقفي وأمير المدائن في عهد خلافة علي بن أبي طالب والحسن بن علي        |
| صالح ميرزا آقايي   | جعفر بن الزبير                               | ابن الصحابي الزبير بن العوام وأحد ملازمي أخويه عبد الله بن الزبير ومصعب بن الزبير |
| رحمان باقريان      | ضربي                                         | خادم المختار الإيراني                                                             |
| أحمد علامه دهر     | عبد الرحمن بن شريح الشبامي                   | أحد ملازمي المختار الثقفي                                                         |
| مصطفى طاري         | عمرو بن حريث المخزومي                        | رأس شرطة الكوفة في عهد النعمان بن بشير وعبيد الله بن زياد                         |
| حميد مظفري         | مسلم بن عوسجة الأسدي                         | أحد قتلى معركة الطف في صف الحسين بن علي                                           |
| حميدرضا عطايي      | السائب بن مالك الأشعري                       | صهر أبي موسى الأشعري وأحد ملازمي المختار الثقفي                                   |
| بهرام شاه محمدلو   | عبد الله بن يزيد الخطمي                      | أمير الكوفة قبل عبد الله بن مطيع                                                  |
| رضا خندان          | سنان بن أنس النخعي                           | قاطع رأس الحسين بن علي في معركة الطف                                              |
| سيامك أطلسي        | الحصين بن نمير السكوني                       | أحد قادة جيش عمر بن سعد في معركة الطف، أمير الجيش في حصار مكة الأولى              |
| أنوش معظمي         | حرملة بن کاهل الأسدي                         | أحد رماة جيش عمر بن سعد و قاتل علي الأصغر بن الحسين بن علي                        |

### الأصوات العربية
- محمد إبراهيم - المختار الثقفي
- إيمان بيطار - جارية
- صبحي عيط - سعيد الثقفي + أبو ذاكر ( الصوت الأول )
- عمر ميقاتي - النعمان بن بشير
- نداء زغيب - عمرة
- جمال حمدان - عمر بن سعد
- ريما الأعور - نارية
- عمر الشماع - الحصين بن نمير + رستم + التاجر الحضرمي ( الصوت الأخير )
- فؤاد شمص - ضربي، عبد الله بن كامل الشاكري + الراوي + الاحمر بن شميط ( الصوت الأول )
- سوسن عواد - والدة المختار ( الصوت الأخير) + دلهم زوجة زهير بن القين + حنانة خالة جارية
- أنور جمعة - كيان + أصوات متفرقة في المسلسل
- مريم حداد - جعده
- إسماعيل نعنوع - سليمان بن صرد، المهلب بن أبي صفرة + نجدت بن عامر + أصوات أخرى متفرقة
- علي الزين - ابن حريث + ابن وهب + أصوات أخرى متفرقة
- عدي رعد - عبيد الله بن زياد + أصوات أخرى متفرقة
- حسني بدر الدين - هارون + عبدالله بن عمر + عمرو بن الحجاج + عامر بن مسعود + ابن عفيف
- واصف إبراهيم - ثابت
- وعد الحسيني - شيرين + زوجة المنذر
- حسان حمدان - مسلم بن عقيل، محمد بن الأشعث + وهب النصراني
- خالد السيد - عبد الله بن الزبير + الصباغ الحلقات الاولى
- فادي الرفاعي - هانيء بن عروة، أبن همام + ابو الغرق + أصوات متفرقة
- ناجي شامل - حرملة، خولي، أبوالحديد (الصوت الأول)،أصوات أخرى متفرقة
- سعد حمدان - ميثم التمار، جعفر بن الزبير، أبومفلس
- وعد إبراهيم
- أسمهان بيطار زوجة وهب النصراني
- وفاء شرارة والدة المختار ( الصوت الأول )
- وسن إبراهيم
- بلال بشتاوي معقل، أبوالحديد (الصوت الثاني)، أصوات اخرى
- حسن حمدان - إبراهيم بن مالك الأشتر، زهير بن القين، مسلم بن عوسجة، غيرهم
- طه العبد - زائدة، الغول الضبي، أصوات أخرى متفرقة
- علي طحان - شمر بن ذي الشوجن، أصوات أخرى
- عفيفة فاعور والدة عذراء
- عماد فغالي - منذر، خادم حرملة، أصوات أخرى
- شادي شمص - ابن الحر، أصوات أخرى
- سمير شمص - محمد بن الحنفية، أصوات أخرى
- سامي ضاهر - عبدالرحمن بن شريح، شرحبيل بن ذي كلاع، أصوات أخرى
- أحمد أبو علي - مصعب بن الزبير (الصوت الأول)
- بيان أبو شقرا - مصعب بن الزبير (الصوت الثاني)
- موريس موصللي
- منى كريم
- محمد سليمان
- هشام أبو سليمان- أحد قادة جيش الإمام الحسن عليه السلام
- حسين سلمان
- ريموند عازار- قائدة نساء الكوفة ( في بعض الحلقات )، أصوات أخرى
- حسن شامل- ابن الضبابي ( في بعض الحلقات)
- وسن إبراهيم
- ندى نصر- راحلة زوجة ابراهيم بن مالك الاشتر
- تقلا شمعون
- مريم حداد
- ندى عيتاني
- خالد غزيل
- ربيع بحر صافي- عبدالله ابن مالك الاشتر(في بعض الحلقات)، عبيدة (في بعض الحلقات)
- ريمون فرنسيس- شبث
- منى شمص
- وسن إبراهيم
- محمد فحص
- علي مقلد
- محمود عواضة
- رانيا مروة
- جورج دياب- ابن يزيد
- إدوارد الهاشم
- علي فقيه
- وليد الأشقر
- عفيف شيا
- عبدو حكيم- عباد بن الحصين، اسماعيل بن كثير(الصوت الاخير)
- رودي قليعاني
- محمد الحسيني
- جنا فارس
- علي الهادي الحسيني
- مريم حمادي
- فاطمة حمادي

## وصلات خارجية
- المختار الثقفي على موقع IMDb (الإنجليزية)
- المختار الثقفي على موقع كينوبويسك (الروسية)
- المختار الثقفي على موقع قاعدة بيانات الفيلم (الإنجليزية)

- موقع المسلسل الرسمي
- مشاهدة المسلسل
- مشاهدة المسلسل على YouTube